# 임은희
임은희 (1957년 9월 23일 ~ )는 대한민국의 가수이자 대한민국의 음악 그룹 높은음자리의 前 멤버이다. 1988년 ~ 1989년까지 솔로 활동을 한 이후 사실상 활동을 중단한 상태이며 현재의 근황은 알려지지 않은 상태다.

## 학력
- 동의대학교 학사

## 앨범

### 그룹 앨범
- 제9회 MBC 대학가요제 대상곡 <바다에 누워>외 결선입상곡 옵니버스 음반 참여. (1985년)
- 높은음자리 1집 나 그리고 별 / 비와 무지개 (1986년)
- 높은음자리 2집 별 하나의 진실 / 새벽새 (1987년)

### 솔로 앨범
- 임은희 님이시여 / 용서 (1988년)
- 임은희 1집 당신은 왜 / 섣달 그믐밤 (1989년)

## 수상 경력
- 1985년 제9회 MBC 대학가요제 대상 (수상곡 : 바다에 누워)
- 1986년 KBS 가요톱10 5주 연속 1위 골든컵 수상 (수상곡 : 바다에 누워)
- 1986년 KBS 가요톱10 2주 연속 1위  (1위곡 : 나 그리고 별)
- 1986년 KBS 가요대상 신인상 수상
- 1986년 MBC 10대 가수 가요제 신인상 수상